# 朴智元
朴 智元（パク・チウォン、1942年6月5日 - ）は、韓国の政治家、実業家である。第14・18・19・20・22代国会議員。同じ全羅南道出身で民主化運動指導者の金大中元大統領を支えてきた最側近の1人。文在寅政権で国家情報院院長（2020年7月29日 - 2022年5月11日）を歴任した。

## 来歴

### 学歴
- 1942年6月：全羅南道珍島郡古郡面で出生。
- 1960年：木浦文泰高等学校卒業
- 光州教育大学校学士
- 1969年：檀国大学校商学科卒業
- 1999年：高麗大学校言論大学院最高位言論課程13期修了
- 2009年10月：木浦大学校名誉法学博士学位
- 2010年2月：朝鮮大学校名誉経済学博士学位

### 年譜
- 1970年1月：ラッキー金星（現LG）商社勤務
- 1972年11月：東西洋行ニューヨーク支社の支社長
- 1975年8月：ディリーペションス代表理事
- 1980年4月：アメリカ、ニューヨーク韓人会会長
- 1983年秋：バージニア州で亡命中の金大中と出会った[2]
- 1987年：韓国帰国、政界入り[2]
- 1987年11月：平和民主党珍島郡大統領選挙対策委員長
- 1989年11月：韓国人権問題研究所理事長
- 1991年3月：新民党・民主党、統一国際委員会副委員長
- 1992年4月：民主党主席副代弁人（スポークスマン）
- 1992年5月：第14代国会議員（全国区）
- 1992年9月：国会文化体育広報委員会委員
- 1992年12月：民主党代弁人
- 1993年3月：民主党党務委員
- 1995年9月：新政治国民会議（国民会議）代弁人
- 1995年11月：国民会議京畿富川素砂地区党委員長
- 1996年5月：国民会議企画調整室長
- 1997年5月：国民会議総裁特別補佐役
- 1997年12月：大統領職引継ぎ委員会、社会文化分科会委員
- 1998年1月：金大中大統領当選者代弁人
- 1998年2月：大統領秘書室広報主席秘書官
- 1999年5月：第2代文化観光部長官
- 2001年3月：大統領秘書室政策企画首席秘書官
- 2002年1月：大統領秘書室政策特別補佐
- 2002年4月：大統領秘書室長
- 2007年3月：金大中平和センター秘書室長
- 2008年2月：大統合民主新党入党
- 2008年5月：第18代国会議員（全羅南道木浦市選挙区）。法制司法委員会委員、情報委員会委員
- 2009年8月：民主党政策委員会議長
- 2010年5月：民主党院内代表（～2011年5月）
- 2012年1月：民主統合党最高委員
- 2012年5月：第19代国会議員（全羅南道木浦市選挙区）
- 2012年5月：民主統合党第1期院内代表（～12月）。
- 2014年4月：金大中平和センター副理事長
- 2014年9月：新政治民主連合非常対策委員（～2015年2月8日）
- 2016年4月：国民の党院内代表（～12月29日）
- 2016年4月：第20代国会議員（全羅南道木浦市選挙区）
- 2017年1月：国民の党代表（～5月11日）
- 2020年7月：国家情報院長（～2022年5月11日）

出典：「프로필」（プロフィール）、韓国憲政会ホームページ。

## 人物
全羅南道珍島郡で出生。本貫は密陽朴氏。カトリック教徒。
金大中政権で文化観光部長官や大統領秘書室長など政府要職を務めた。政党活動では新政治国民会議代弁人や民主党院内代表など党要職を務めた。2011年12月に発足した民主統合党では指導部を構成する最高委員に就任した後、2012年5月4日に行われた院内代表選挙で勝利して第1期院内代表（6月9日に行われる全党大会までの党務を担う非常対策委員長も兼務）に就任した。12月に行われた大統領選挙で同党の文在寅が敗北した責任を取る形で同月院内代表を辞任した。
2014年3月に結成された新政治民主連合が同年7月の国会議員再補選で惨敗すると非常対策委員に就任。2015年2月に行われた党代表選挙に出馬したが、盧武鉉元大統領の側近である文在寅に敗北した。その後、党運営を巡り文在寅と対立、2016年1月に共に民主党を離党した後、安哲秀が結成した国民の党に参加、同年4月27日に院内代表に選出。安哲秀が代表を辞任した後、非常対策委員長も兼務。2017年1月15日に行なわれた全党大会で新たな党代表に選出された。しかし同年5月に行なわれた大統領選挙で、国民の党の候補として出馬した安哲秀が共に民主党の文在寅に敗北した責任をとって代表を辞任した。
文在寅政権発足後は政権に協力的な姿勢に転じた。
2018年2月、安哲秀が進めた国民の党と保守政党の正しい政党との合併（正しい未来党の設立）に反発し、国民の党を離党して民主平和党の結党に加わった。
2018年3月28日には、金大中政権時代の2000年6月の初の南北首脳会談の実現に重要な役割を果たした経験を買われ、2018年4月27日の南北首脳会談に向けての準備委員会の元老諮問団の一員に選ばれ、4月12日には、2007年10月以来10年半ぶりの南北首脳会談に臨む文在寅に助言を行った。
2018年6月の全羅南道知事選挙に民主平和党からの出馬も取りざたされていたが、前年病に倒れた夫人の看護を理由に断念している。
2018年9月18日から20日にかけての平壌での南北首脳会談の際は、特別随行員として文在寅の訪朝に同行した。
2024年の第22代総選挙では全南海南・莞島・珍島選挙区から共に民主党の候補として出馬し、81歳で当選したため、地域選挙区での史上最高齢の当選者となった。

### 北朝鮮への違法送金
2000年6月12日、7つの対北朝鮮事業の独占権を取得する見返りに4億5000万ドルを北朝鮮に送金し、収賄と職権乱用の容疑で検察に拘束される。

### 収賄疑惑での起訴と最高裁で無罪確定
2012年7月17日、経営破綻した貯蓄銀行から1億ウォン以上（700万円以上）の不正資金を受け取った疑いで、検察は朴院内代表に対して出頭要請を行った。しかし、朴院内代表は要請に応じず、民主統合党も「与党への批判をかわすための捜査」「朴院内代表を標的にした捜査」と強く反発、また法務部長官と検察総長に対する弾劾訴追案も視野に入れた全面対決の姿勢を採った。検察は数度にわたって出頭要請を行ったが、朴院内代表がこれに応じなかったため、30日に逮捕令状の発行をソウル中央地方裁判所に請求した。しかし、国会会期中の議員逮捕には国会の同意が必要なため、31日に逮捕同意案が国会に提出された。同日午後、朴院内代表はこれまで応じてこなかった要請に応じ、検察に出頭した。この事件で2012年9月に在宅起訴されたが、2016年2月18日に最高裁で無罪が確定した。

### 国家情報院長として
2020年7月3日、文在寅から国家情報院院長に指名された。2020年11月8日、菅政権発足後、韓国政府高官として初めて訪日。二階俊博自民党幹事長、滝沢裕昭内閣情報官らと会談を行った後、同月10日に菅義偉首相との会談を行った。なお、これら会談について外交部の康京和長官は、事前に協議が無かったことを示唆している。
2020年9月に黄海を漂流中の公務員男性が北朝鮮軍に射殺された事件に絡み、南北融和を重視する文政権の意向にそぐわない情報の削除を指示したとして、2022年12月29日、公用電子記録など損傷の罪などで在宅起訴された。

### 日本の政治家との交友関係
二階俊博と親交がある。金大中政権で文化観光部長官を務めていた2000年に、当時の小渕内閣で運輸大臣を務めていた二階と日韓航路やサッカーワールドカップ共催などの課題について交渉したとき以来の関係だという。
2019年8月19日〜20日、日韓貿易紛争を背景に文喜相国会議長の特使として来日。19日に二階俊博と会談を行った。
2020年11月8日に来日し、同日、二階俊博と会談し、翌9日には、国家安全保障局の北村滋局長とも会談を行った。来日目的は「旧交を温めることが中心」（二階）だったようであるが、来日前の報道によると、「元徴用工問題や日本による韓国への輸出管理厳格化で悪化した日韓関係を巡り意見交換」も背景にあったと見られる。

### 金正恩の後継者について
北朝鮮の金正恩総書記の長女と目される金主愛がたびたび同国の国営放送に姿を表したり、それなりの敬称で処遇されていることから後継者として有力視する意見がある中、朴はこれに異を唱え本命は息子であるとしている。金正恩が金主愛を溺愛していることは認めつつも、北朝鮮が金主愛を表に出しているのは本命の息子の留学を隠蔽するためであるとの説をたびたび唱えている。

## エピソード
1970年代にアメリカにいた時、左目は遺伝性の緑内障により失明したため、手術を受け義眼を装着された。2003年の検診では右目も正常眼圧緑内障にかかることがわかり、レーザー手術を受けることとなった。
2013年2月16日未明、本人のTwitterで「光州のケセッキ（개새끼、犬ころ、クソ野郎）ども」と書いたため、激しい批判を受けた。その後は酔っ払いによるミスだと釈明し、削除し謝罪した。
2018年2月3日、脳腫瘍闘病中の妻と共にソウル市内のセブランス病院にいた時、火災に遭遇した。幸いに本人と妻は無事に屋上で避難できた。
2021年の国家情報院長任期中に死去したサッカー指導者の柳想鉄の遺体安置所に弔問に行った。国家情報院長は外部での行動を控える必要がある人物なので、弔問を行うのは異例である。
2024年12月25日、金於俊のYouTube番組に出演した際、非常戒厳の後、尹錫悦大統領に近い人物から「与野党が一緒に構成する挙国内閣の首相を務める」という提案を受けたが、断ったと主張した。